# Longfeng, Huicheng
Longfeng (kinesiska: 龙丰) är ett stadsdelsdistrikt i sydöstra Kina. Det ligger i stadsdistriktet Huicheng i staden Huizhou i provinsen Guangdong, omkring 110 kilometer öster om provinshuvudstaden Guangzhou. Antalet invånare är 81 053. Befolkningen består av 39 690 kvinnor och 41 363 män. Barn under 15 år utgör 18,0 %, vuxna 15-64 år 76 %, och äldre över 65 år 5,0 %.